# Lettice Floyd
Pour les articles homonymes, voir Floyd.
Lettice Annie Floyd (21 novembre 1865 - 4 avril 1934) est une suffragette britannique. Après la Première Guerre mondiale, Floyd continue à faire campagne pour les droits des femmes et la paix.

## Biographie
Floyd naît à Berkswell (en) en 1865, de William et Alison Floyd. La sœur de sa mère est la philosophe Jane Clapperton (en), qui a publié Scientific Meliorism and the Evolution of Happiness en 1885. Leur père est fermier et, lorsqu'il meurt en 1879, il laisse 3 000 £ à chacune de ses deux filles. Floyd s'ennuie de ne pas avoir besoin de travailler et, en 1888, elle travaille dans un hôpital pour enfants, mais elle est découragée de se rendre compte que les symptômes qu'elle traite sont causés par des problèmes plus importants, notamment la pauvreté et les mauvaises conditions de logement.
Elle et sa sœur sont suffisamment attachées au droit de vote des femmes pour créer un avant-poste à Berkswell de la Birmingham Women's Suffrage Society en 1907. Cependant, l'année suivante, elles ont toutes deux perdu patience avec les moyens conventionnels de lobbying sur la question et rejoignent la Women's Social and Political Union (WSPU), qui est un groupe militant créé à Manchester par Emmeline et Christabel Pankhurst.

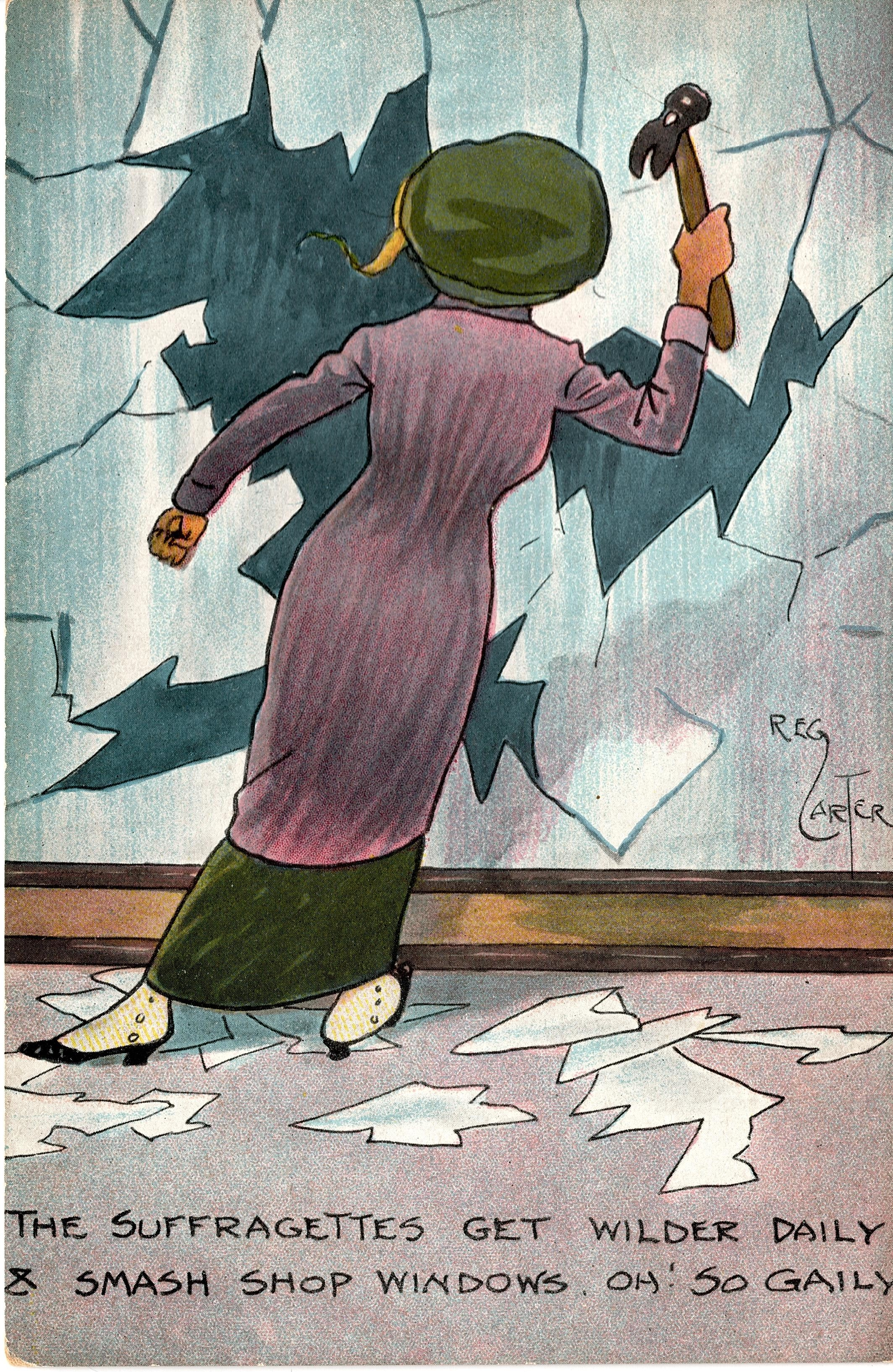
Caricature de femme aux couleurs des suffragettes brisant les vitres

Floyd est nommée organisatrice rémunérée à plein temps pour la WSPU, basée à Bristol ou à Newcastle, et fait la connaissance d'une autre suffragette, Annie Williams qui devient sa compagne de vie,. Floyd rencontre Williams à Bristol, où Williams fait campagne pour le droit de vote des femmes pendant ses vacances de son travail de directrice d'école primaire à Newquay, en Cornouailles.
En mars 1912, Floyd se rend dans la capitale pour participer à une campagne de bris de vitres de la WSPU, portant un fléau en cuir qui se trouve maintenant au musée de Londres. Elle est arrêtée et envoyée à la prison de Holloway où elle entame une grève de la faim, une tactique de suffragette pour protester contre le fait de ne pas être traitée comme des prisonniers politiques. Floyd est nourrie de force par les autorités pénitentiaires. Floyd reçoit une Hunger Strike Medal "For Valour".
En 1910, Floyd et Williams sont basées à Newcastle lorsque le projet de loi sur la conciliation (en), qui inclurait le droit de vote des femmes, a vu son passage au parlement abaissé par le Premier ministre H. H. Asquith. La WSPU s'est arrangée pour que 300 manifestants soutiennent une délégation auprès du Premier ministre, dirigée par Emmeline Pankhurst, dont Hertha Ayrton, le Dr Elizabeth Garrett Anderson, Anne Cobden-Sanderson et la princesse Sophia Duleep Singh. Les suffragettes arrêtées sont agressées et malmenées par la police, mais les autorités refusent d'enquêter sur ce qui est connu sous le nom de Black Friday. De même, Floyd est arrêtée le jour même mais aucune accusation n'est portée contre elle.
Floyd et Williams, ainsi qu'Emily Davison, donnent ensemble des discours en plein air à Cardiff lorsque Davison part pour Aberdeen pour attaquer David Lloyd George. Elles y restent toutes les deux jusqu'au début de la Première Guerre mondiale, après quoi la WSPU accepte une trêve avec le gouvernement. Floyd retourne chez elle à Berkswell (en), près de Coventry, où Williams vit avec elle, et elles ouvrent une branche du Women's Institute.
En 1918, certaines femmes obtiennent le droit de vote. Floyd rejoint le Conseil national des femmes (en) et la Ligue internationale des femmes pour la paix et la liberté, notant que les droits des femmes et la paix sont les questions les plus importantes.
Floyd décède en 1934, après une opération, avec Annie Williams à ses côtés. Elle lègue de l'argent pour créer une maison de retraite et laisse ce qu'on appelle maintenant "Floyd's Field" à la ville de Coventry, en tant qu'installation sportive. Annie Williams décède en 1943.